# Sofia Djama
Sofía Djama (Orà, 1979) és una directora de cinema algeriana. El seu debut va ser en 2017 amb la cinta Les Bienheureux, va guanyar tres premis al Festival de Cinema de Venècia.

## Biografia
En 1999 es va mudar de la ciutat on va créixer, Béjaïa, a Alger, on va estudiar lletres i diversos idiomes. El segon curtmetratge que va filmar Mollement, un samedi matin, la història d'un violador sense erecció, va guanyar dos premis al Festival del Curtmetratge de Clermont-Ferrand el 2012.
El seu primer llargmetratge va ser estrenat en 2017, Les Bienheureux, una història ambientada a Alger en 2008 en la guerra civil algeriana, protagonitzada per Sami Bouajila. Les bienheureux es va estrenar en el Festival Internacional de Cinema de Venècia, i va ser una de les dues úniques pel·lícules de directors africans, l'altre va ser el franco-tunisià Abdellatif Kechiche, amb la seva pel·lícula, Mektoub, My Love: Canto Uno.
Les bienheureux  va guanyar tres premis en la secció Orizzonti (Horizons) del Festival de Cinema de Venècia, i el premi a la Millor Actriu va ser per a Lyna Khoudri, el Premi Brian, atorgat a la pel·lícula que "defensa millor els drets humans, la democràcia, el pluralisme i la llibertat de pensament", i el Premi Lina Mangiacapre per una pel·lícula que "canvia la imatge de la dona al cinema".

## Vida personal
El 2015, Djama va donar suport a una dona jove a la qual se li va negar l'accés a la Universitat per una faldilla que es considerava massa curta. Va crear una pàgina específica de Facebook: #La meva dignitat no es decideix per la longitud de la meva faldilla (#Ma Dignité n'est pas dans la longueur de ma jupe.)
Djama s'identifica com a activista i es va unir a les protestes quan tenia catorze anys. Pel que fa a la seva relació amb l'Islam, Djama afirma: “Sóc agnòstic, però dic que sóc de la cultura àrab-musulmana perquè m'havia impregnat d'això. No rebutjo la meva cultura i la meva herència àrab-musulmana”..

## Filmografia
- Les 100 pas de Monsieur X (2012)
- Mollement, un samedi matin (2012)
- Les Bienheureux (2017)